# Labeo pangusia
Labeo pangusia és una espècie de peix cipriniforme de la família dels ciprínids.

## Morfologia
Els mascles poden assolir els 90 cm de longitud total.

## Distribució geogràfica
Es troba al Pakistan, l'Índia, el Nepal, Bangladesh, Bhutan, Myanmar i Afganistan.